# Mahendra Singh Dhoni

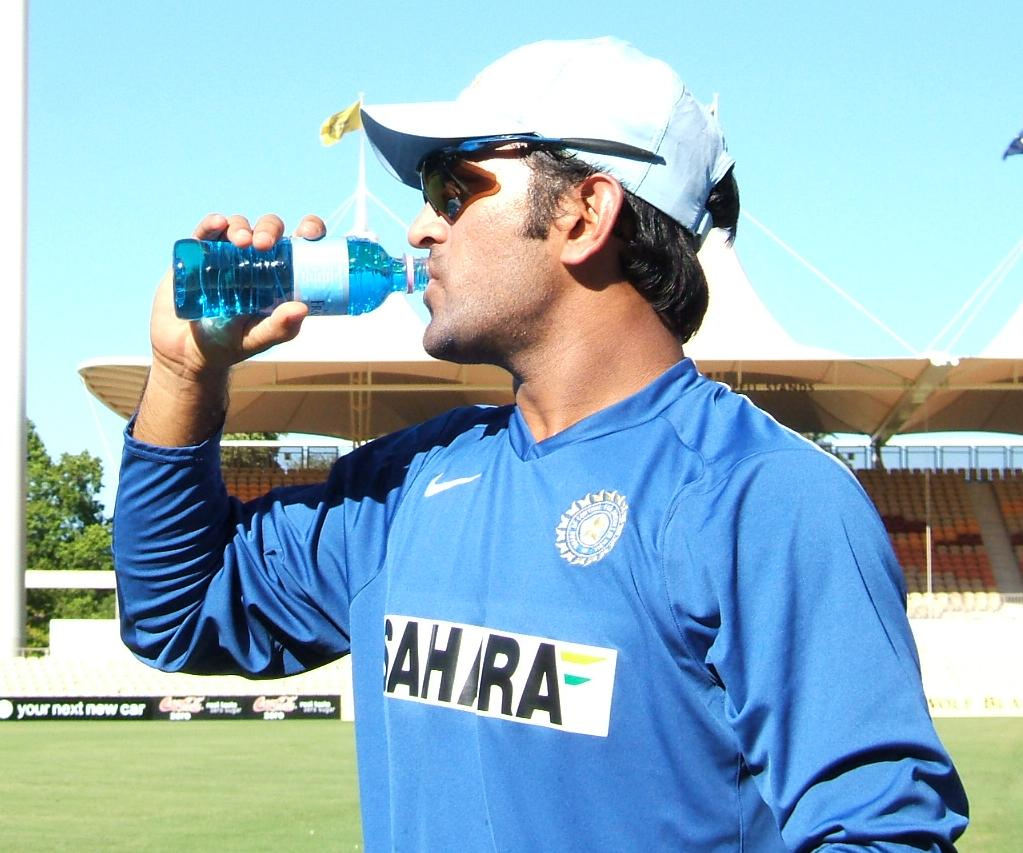
MS Dhoni con la camiseta de India.

Mahendra Singh Dhoni (Ranchi, Jharkhand, entonces  Bihar, India; 7 de julio de 1981), comúnmente conocido como M. S. Dhoni y Mahi, es un jugador de cricket indio, retirado de los partidos internacionales. Juega para los Chennai Super Kings de la Liga Premier de la India.

## Biografía

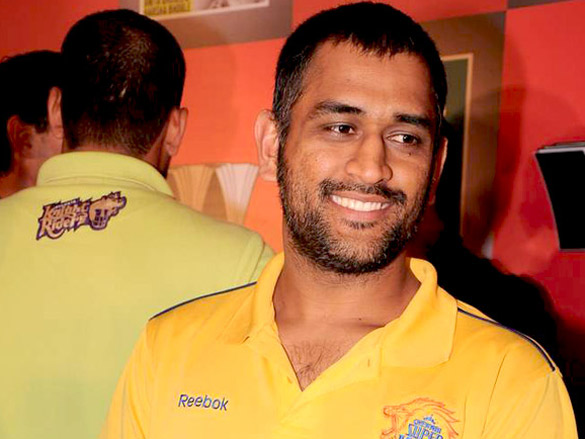
MS Dhoni con la camiseta de Super Kings.

Fue el capitán del equipo de cricket indio.  Dhoni es un bateador diestro.
India ganó la Copa del Mundo de Cricket 2011 bajo su capitanía. Sus registros de Test match y One Day International son los mejores entre todos los capitanes indios hasta la fecha. Asumió la capitanía de ODI de Rahul Dravid en 2007 y condujo al equipo a su primera serie de ODI entre países en Sri Lanka y Nueva Zelanda. Dhoni también ocupa el cargo de Vicepresidente de India Cements Ltd. después de renunciar a Air India. India Cements es el dueño del equipo Chennai Super Kings de la Indian Premier League, y Dhoni ha sido su capitán desde la primera edición de IPL..
Dhoni también recibió muchos premios, como el premio ICC ODI Player of the Year en 2008 y 2009 (el primer jugador indio en lograrlo), el premio Rajiv Gandhi Khel Ratna en 2007 y el Padma Shri, el cuarto galardón civil más alto de la India. honor, en 2009. 
El 6 de febrero de 2015, nació la hija de Dhoni.

### En la cultura popular
La historia de su vida inspiró el filme de Bollywood M.S. Dhoni: The Untold Story.
Dhoni es mencionado en el episodio 20 de la decimocuarta temporada de Padre de Familia. Brian Griffin participa en la versión India de ¿Quién quiere ser millonario? La primera pregunta del juego es ¿Que jugador indio de cricket retirado ha anotado más de 18000 carreras en ODIS? Siendo las opciones A) Anil Kumble B) Mahendra Singh Dhoni C) Sachin Tendulkar (respuesta correcta) y D) Pepe Grillo. Brian elige esta última perdiendo el juego apenas comenzar.